# アンジェルマン症候群
アンジェルマン症候群(angelman syndrome, AS)は主に神経系に影響する遺伝子疾患の一つである。症状は小頭症、特定の顔貌、重度の知的障害、発達障害、発語障害、失調や運動障害、発作、睡眠障害などである。大概のアンジェルマン症候群の子供は幸福感の高い性格であり、特に水に興味を示す。一般的に1歳くらいから症状が顕著になる。
アンジェルマン症候群は一般的に親からの遺伝よりも新たな突然変異によることが多い。親からの遺伝が原因の場合は、15番染色体の機能が欠ける母親からの遺伝によるものである。新たな突然変異が原因の場合は、染色体のUBE3A遺伝子の欠損または変異によるものである。場合によっては2つの15番染色体が父親からコピーされ、母親からはコピーされないことが原因の場合がある。この場合、父親のものはゲノム刷り込みにより不活性化され、機能しない遺伝子が残る。診断は基本的に症状の診察と遺伝子診断によって分かる。
根本的な治療法はない。治療は一般的に支持療法である。発作には抗てんかん薬が使用される。歩行には理学療法および装具が役に立つことがある。アンジェルマン症候群のヒトの平均寿命は健常者の平均寿命と変わらない。
アンジェルマン症候群は12,000人に1人～20,000人に1人に発症する。 男女ともに発症率は等しい。アンジェルマン症候群は英国の小児科医のハリー・アンジェルマンが1965年にこの症候群について説明したことからこの名前がついた。この疾患の古い呼び方は"幸せな人形症候群"と言われ、一般的に侮辱的な意味が含まれていた。 プラダー・ウィリー症候群とは別の疾患であるが、アンジェルマン症候群と条件が似ており、父親の15番染色体が欠けていることが原因である。